# Bummerepass
Der Bummerepass ist ein Gebirgspass in den westlichen Berner Alpen im Schweizer Kanton Bern zwischen Metschstand (2108 m ü. M.) und Rägeboldshore (2193 m ü. M.). Er verbindet die Talorte Adelboden und die Lenk im Simmental und stellt mit einer Passhöhe von 2055 m ü. M. den höchsten Übergang zwischen den beiden Orten dar.

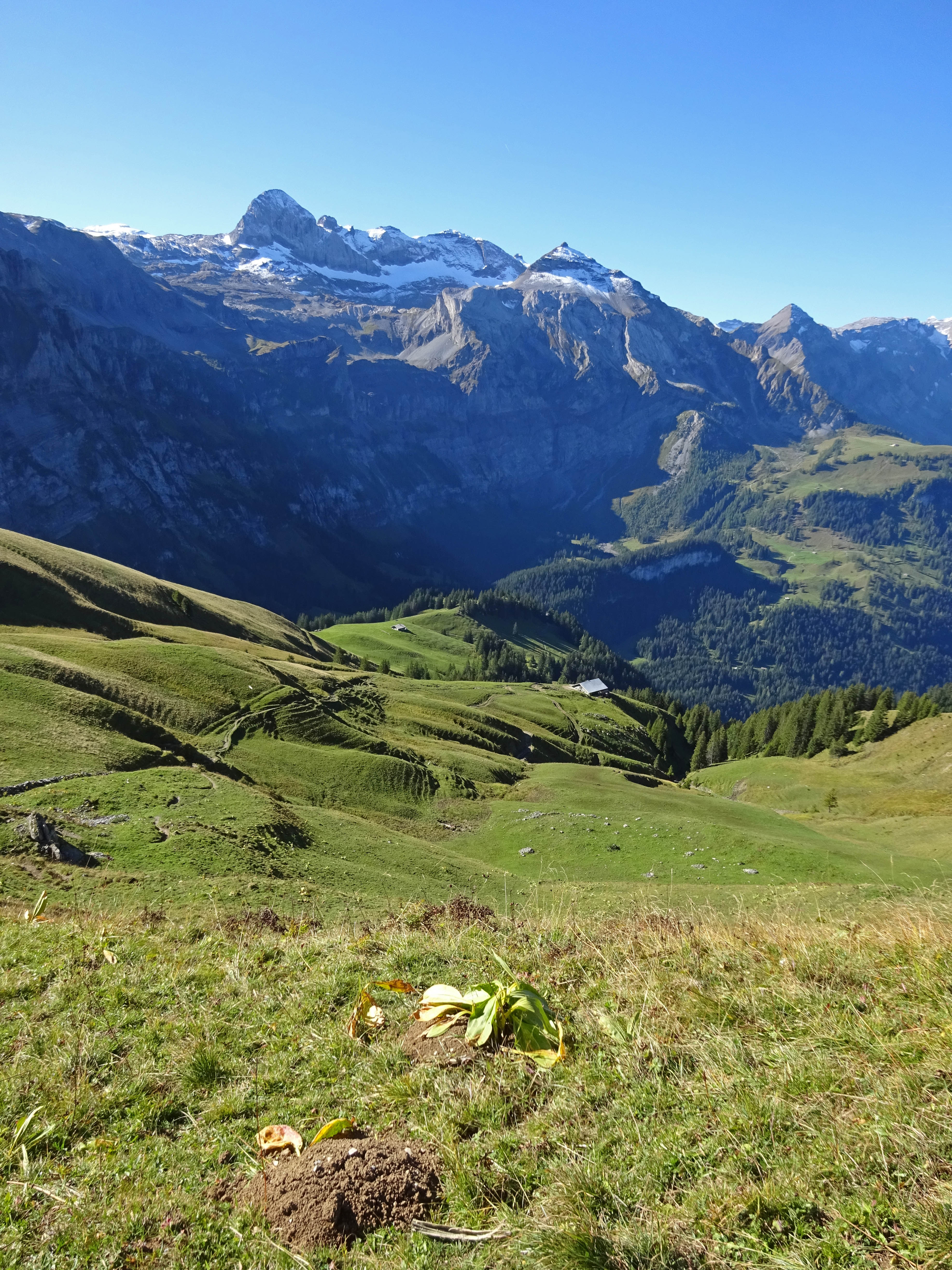
Blick vom Bummerepass zum Ammertenhorn und ins Obersimmental

Vom Hahnenmoospass führt ein Saumpfad auf den Bummerepass. Von der Adelbodener Seite her ist der Hahnenmoospass vom Geilsbrüggli mit einer Gondelbahn erreichbar. Von der Lenk führt ein Saumweg auf den Pass (Schwierigkeitsgrad T2 Bergwandern).
Verschiedene weiss-rot-weiss markierte Bergwanderwege führen von der Passhöhe in alle Himmelsrichtungen: Südwärts geht es ins Ammertetälli und zum Rezliberg, westwärts ins Gebiet Metsch und weiter hinunter in die Lenk, wobei die meisten Wanderer vom Bummerepass via Simmenfälle auf die Lenk absteigen. Nordwärts führt der Wanderweg in einer halben Stunde zum Hahnenmoospass oder weiter talwärts nach Geils und in drei Stunden nach Adelboden, wobei es via Bergläger (Zwischenstation der Sillerenbahn von Adelboden Oey hinauf nach Sillerenbühl) nach Adelboden hinab geht. Chuenisbärgli kann in 2 Stunden erreicht werden. Ostwärts geht es in 20 Minuten auf das Rägeboldshore oder auf dem weiss-blau-weissen Alpinwanderweg via Äugi in 2 Stunden auf den Ammertespitz und Ammertepass und in 3 1⁄2 Stunden auf die Engstligenalp.
Über den Bummerepass führt der «Alpness Trail», eine Rundwanderung mit 13 Etappen über die Alpen des Saanenlands und des Obersimmentals. Er ist auf der ganzen Route mit dem grünen Signet «AlpnessTrail» gekennzeichnet.
Vom Bummerepass hat man Aussicht auf das Wildstrubelmassiv, welches sich im Umkreis von wenigen Kilometern südwärts befindet.